# Lobophytum variatum
Lobophytum variatum is een zachte koraalsoort uit de familie Alcyoniidae. De koraalsoort komt uit het geslacht Lobophytum. Lobophytum variatum werd in 1957 voor het eerst wetenschappelijk beschreven door Tixier-Durivault. 